# Manuela Barreiro Pico
Manuela Barreiro Pico (Viveiro, 5 de juliol de 1877 - Madrid, 29 de gener de 1953) va ser una farmacèutica espanyola, primera dona llicenciada per la Universitat de Santiago de Compostela el 1900 i primera farmacèutica de Galícia.

## Trajectòria
Poc després de néixer, la seva família es va traslladar a Ribadeo, localitat també situada a la província gallega de Lugo, on va fer la primària. Al 1896 fou la primera dona a acabar el batxillerat a Galícia, que cursà entre els Instituts d'Ensenyament Mitjà de Tapia de Casariego (Asturias) i el de Ribadeo (Lugo. També fou la primera a matricular-se a la Universitat de Santiago de Compostel·la, per a la qual cosa feia falta demanar permís al Ministeri, que era concedit si els catedràtics garantien l'ordre de la classe. I laa primera a llicenciar-s'hi en Farmàcia (1900; títol datat el 1901).

La idea d'una dona dedicant-se a qualsevol disciplina científica tenia moltes reticènciesː
«Perden el temps, els diners i alguna cosa més, que sempre va constituir la millor aurèola de les dames, les famílies que tenen el mal gust de destinar les seves filles al maneig del bisturí i els treballs de laboratori. La figura de la dona té un altre marc i ha de respirar un altre ambient.»
Malgrat això, va continuar endavant amb la seva intenció d'estudiar. Després de llicenciar-se, calia tornar a sol·licitar, de manera raonada, que se li permetés exercir la professió i va adreçar una petició al Ministeri d'Instrucció Pública i Belles Arts en què argumentava que «la seva suficiència en els estudis realitzats han d'habilitar-la per a l'exercici d'una professió que sempre va considerar pròpia del seu sexe i amb què pretén trobar ocupació útil per a si i per a la societat». I així li fou concedida «l'autorització per exercir la professió de farmacèutic [sic]». El 1903 va obrir la seva farmàcia a Ribadeo, la Farmacia Moderna, a l'actual carrer de Rodríguez Murias, que va romandre oberta fins a 1933 —ella es va jubilar el 1931.

## Memòria
Actualment, un carrer de Ribadeo porta el nom de Manuela Barreiro.

## Referències

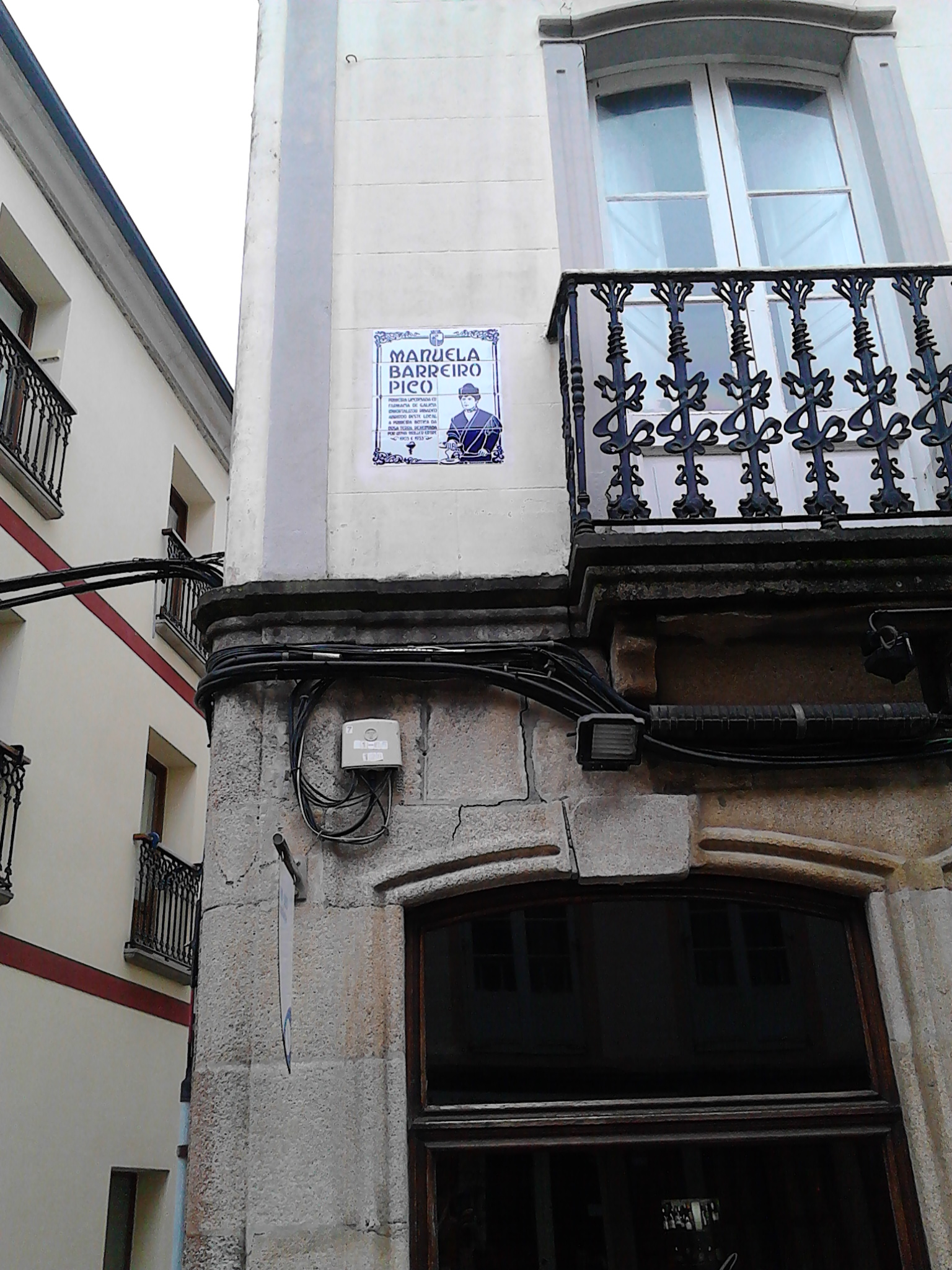
Placa a la casa on tingué la farmàcia Manuela Barreiro